# Guglielmo Piani
Guglielmo Piani SDB (* 16. September 1875 in Martinengo; † 27. September 1956) war ein italienischer Ordenspriester, Missionar und römisch-katholischer Erzbischof.

## Leben
Nachdem Piani der Ordensgemeinschaft der Salesianer Don Boscos beigetreten war, wurde er am 15. Mai 1898 zum Priester geweiht.
Innerhalb der Ordensgemeinschaft wurde er 1912 zum Provinzial der Provinz Mexiko bestimmt.
Am 16. Dezember 1921 wurde er von Papst Benedikt XV. zum Weihbischof im Bistum Puebla de los Ángeles in Mexiko und zum Titularbischof von Palaeopolis in Pamphylia ernannt. Papst Pius XI. ernannte ihn am 17. Februar 1922 zum Titularerzbischof von Velicia und am 17. März zum Apostolischen Delegaten für die Philippinen. Am 14. Mai 1922 wurde er durch Giovanni Kardinal Cagliero zum Bischof geweiht.
1923 monierte er gegenüber den Bischöfen der Region das Fehlen eines offiziellen kirchlichen Bulletins, das schließlich zum 1. Juni 1923 erstmals erschien. Durch ihn fand 1924 die Krönung der Marienstatue Nuestra Señora de la Peña de Francia als Königin von Bicolandia statt.
1926 knüpfte er Kontakte zu den Dominikanern mit dem Ziel, ein zentrales Seminar, angeschlossen an die University of Santo Tomas, zu eröffnen. Dieses konnte zum Schuljahr 1927/28 eröffnet werden.
Am 21. April 1934 bekam er das Titularerzbistum Nicosia zugewiesen.
Unter ihm wurde die Kirche von Palo in der Provinz Leyte am 27. März 1938 durch Papst Pius XI. zur Kathedrale erhoben.
Als 1942 die Philippinen als amerikanische Kolonie im Zuge des Zweiten Weltkriegs von Japan besetzt wurde, versuchte er zwischen dem Episkopat und dem Besatzungsregime der japanischen Armee zu vermitteln. Nach der Befreiung Manilas im März 1945 schrieb er über den Apostolischen Delegaten in Washington einen Brief an den Heiligen Stuhl über die vielen Grausamkeiten, die das Kirchenpersonal während der Diktatur zu erleiden hatte.
Am 5. Oktober 1948 entsandte ihn Papst Pius XII. zum Offizial für Mexiko und schließlich am 13. April 1951 zum Apostolischen Delegaten für Mexiko. Dieses Amt hatte er bis zu seinem Tod inne.